# Grottes de Škocjan
Cet article concerne un lieu situé sur la commune de Divača en Slovénie. Pour les autres significations, voir Škocjan (homonymie).
Les grottes de Škocjan (slovène Škocjanske jame) sont un système de grottes calcaires dans la région du Karst au sud-ouest de la Slovénie à environ 75 km de la capitale Ljubljana. Le système est situé dans un parc régional de 413 ha et localisé dans la commune de Divača au lieu-dit Škocjan, à ne pas confondre avec la commune slovène de Škocjan qui est localisée plus à l'est du pays. C'est l'un des sites les plus connus au monde pour l'étude des phénomènes karstiques.
Depuis 1986, les grottes de Škocjan sont inscrites sur la liste du patrimoine mondial de l'UNESCO et il s'agit de la plus grande zone humide souterraine au monde. Les grottes sont également classées en tant que site Ramsar depuis le 21 mai 1999. De plus, les grottes font partie de la réserve de biosphère de Karst, reconnue par l'UNESCO en 2004.

## Description
Le système de grottes exondées et visitables est long de 6 200 m avec une profondeur maximale de 223 m.
La rivière Reka a dessiné au fil des années les galeries dans les roches calcaires de la région. La rivière disparaît dans la roche et parcourt ensuite 34 km sous terre avant de réapparaître dans son trajet vers la mer Adriatique en tant que source du fleuve Timavo. Le débit de la rivière varie en fonction des saisons entre 0,03 m3/s et 380 m3/s.
Le système est composé de onze grottes garnies de stalagmites et de stalactites de différents coloris, des concrétions en forme de rideaux et de cuvettes. La grotte du Silence, avec 12 000 mètres carrés, est la plus grande d'Europe et l'une des plus belles du monde. La plus grande stalagmite mesure 15 m de haut. Le système souterrain  possède également des dolines effondrées (Velika Dolina, Mala Dolina, Lisičina) de grandes dimensions, des ponors, des ponts naturels, environ 5 km de galeries souterraines, des cavités naturelles de plus de 200 m de profondeur.
La température moyenne dans les grottes est d'environ 12 °C.

## Histoire

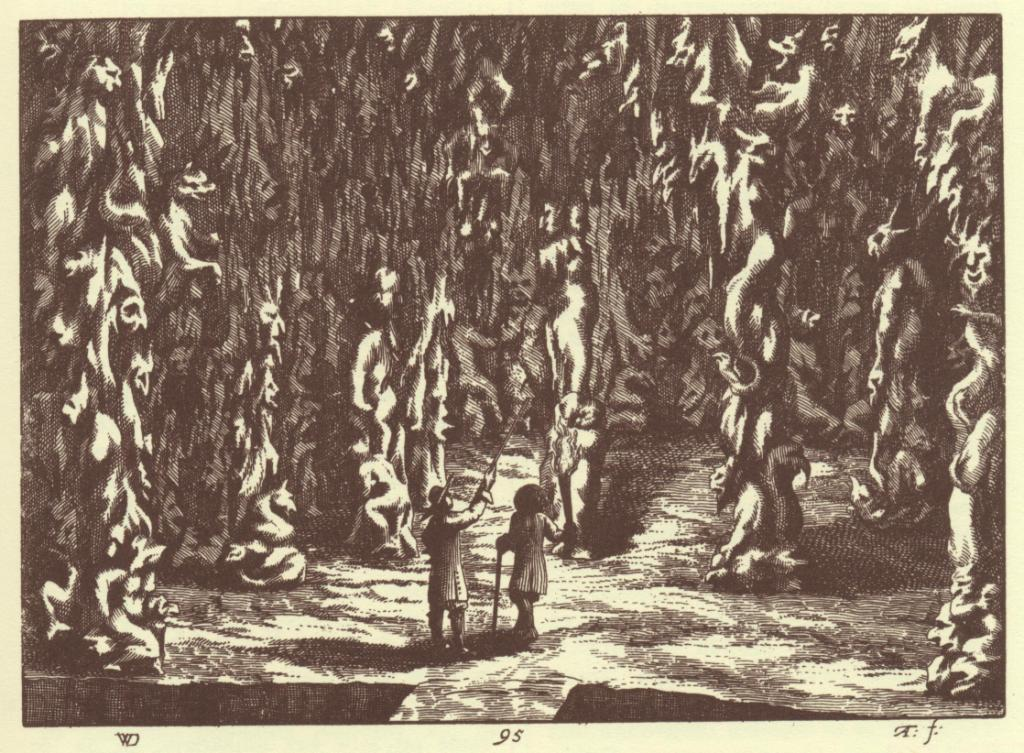
Dessin de Janez Vajkard Valvasor en 1689.

D'un point de vue géologique, les grottes sont âgées de plusieurs millions d'années. L'homme commença à vivre dans les grottes entre 3 000 et 1 700 ans av. J.-C. 10 squelettes accompagnés d'objets funéraires (os d'animaux, céramique) ont été découverts dans la grotte Tominčeva.
Les premiers écrits relatifs aux grottes remontent à l'antiquité (400 ans av. J.-C.). Le philosophe grec Posidonios (135 à 51 ans av. J.-C.) écrivait : « La rivière Timava coule des montagnes, tombe dans un abysse, puis, après un parcours souterrain de 130 stades surgit à côté de la mer ».
En 1782, le peintre français Louis-François Cassas fut employé pour représenter les paysages locaux, prouvant ainsi que les grottes étaient déjà explorées à l'époque.
Différentes découvertes de grottes se déroulèrent au XIXe siècle. L'exploration systématique des grottes ne débuta qu'en 1890 avec la découverte du « Lac mort ». La dernière découverte d'une longue série, dénommée « Caverne du silence », remonte à 1904. Pourtant, en 1991, des spéléologues slovènes ont découvert un nouveau passage menant au « lac du Serpent » en traversant en plongée le siphon présent dans le lac Marchesetti.
Le tourisme débuta réellement dans les grottes en 1819 avec la construction d'escaliers permettant d'y descendre. Un livre à l'attention des visiteurs fut créé à cette occasion. En 1959, l'électricité fut installée pour rendre les visites plus agréables.

## Faune

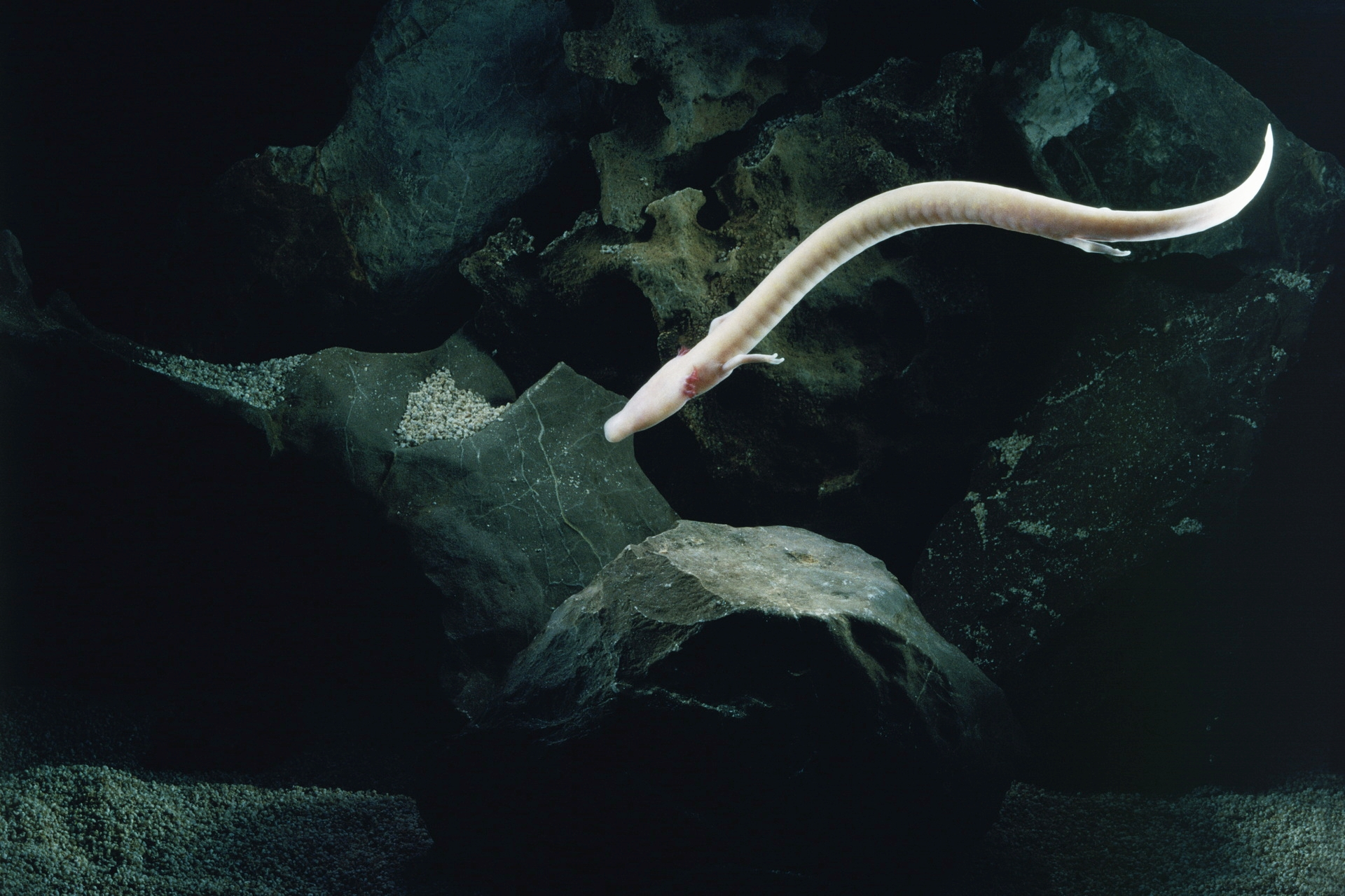
Un protée anguillard.

La grotte abrite l'espèce de chauve-souris Minioptère de Schreibers (Miniopterus schreibersii) ainsi que le murin de Capaccini  (Myotis capaccinii). À l'abri de la lumière vivent le protée anguillard et différents coléoptères. Les grottes abritent également des écrevisses à pattes rouges et des découpures. Au total, plus de 200 espèces vivent dans les grottes de Slovénie, ce qui font d'elles les grottes les plus riches au monde en termes de faune cavernicole.

## Tourisme
Chaque année, les grottes attirent plus de 90 000 visiteurs. Les grottes sont accessibles au public et plusieurs visites sont possibles, l'une, dite "classique" de 3 km durant environ 1 h 30 est possible, une autre plus courte de 1,5 km durant environ 1 h,. Les visiteurs peuvent ainsi descendre jusque 144 m sous la surface.
Le système de grottes est impressionnant par la hauteur de ses galeries, le débit de la rivière qui le traverse et les aménagements qui ont été réalisés au cours du dernier siècle. Il y a notamment d'anciennes passerelles au-dessus du vide et un pont traversé par la visite classique à 47 mètres au-dessus de la rivière.

## Galerie

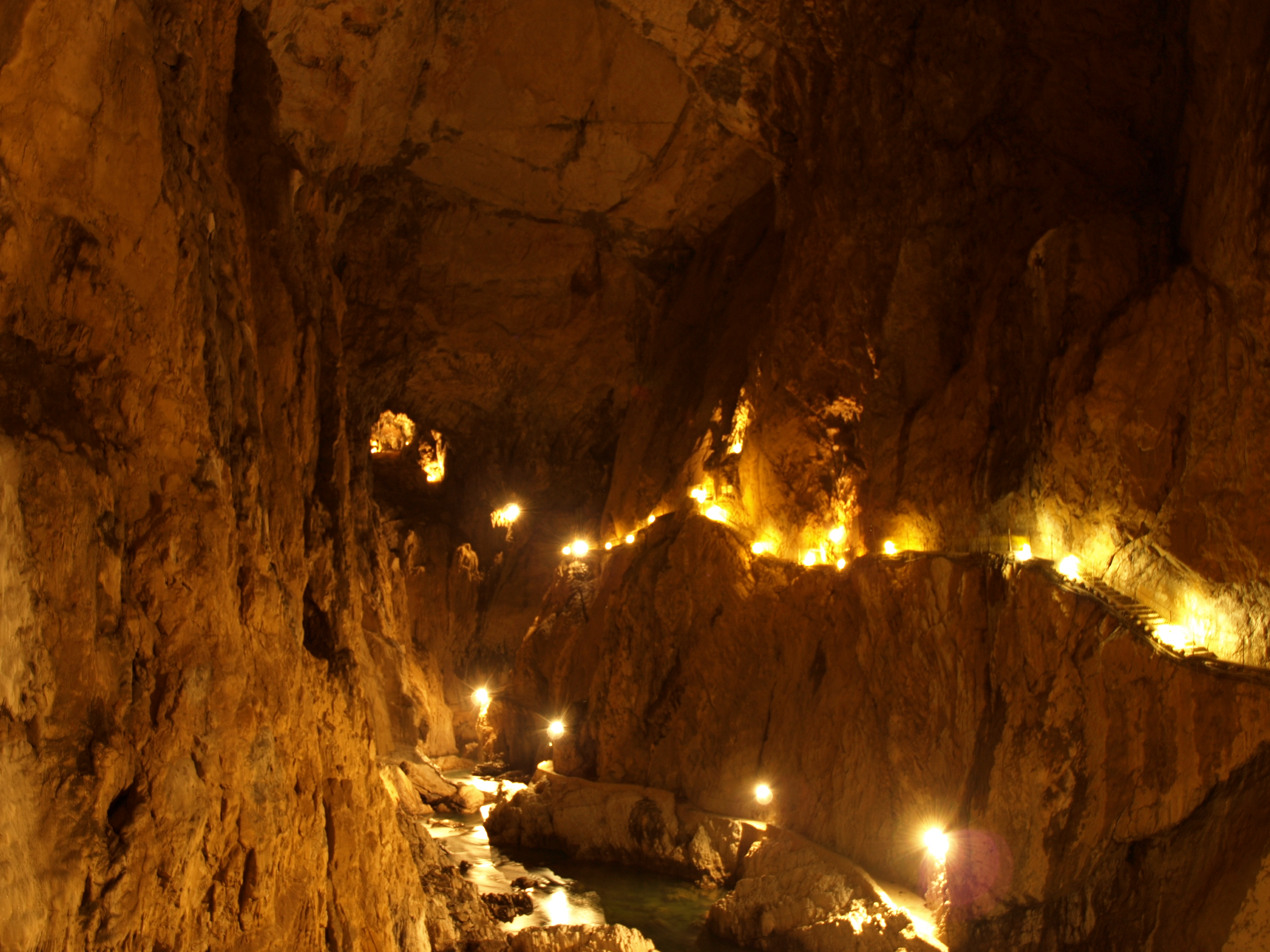
Une des grottes de Škocjan.
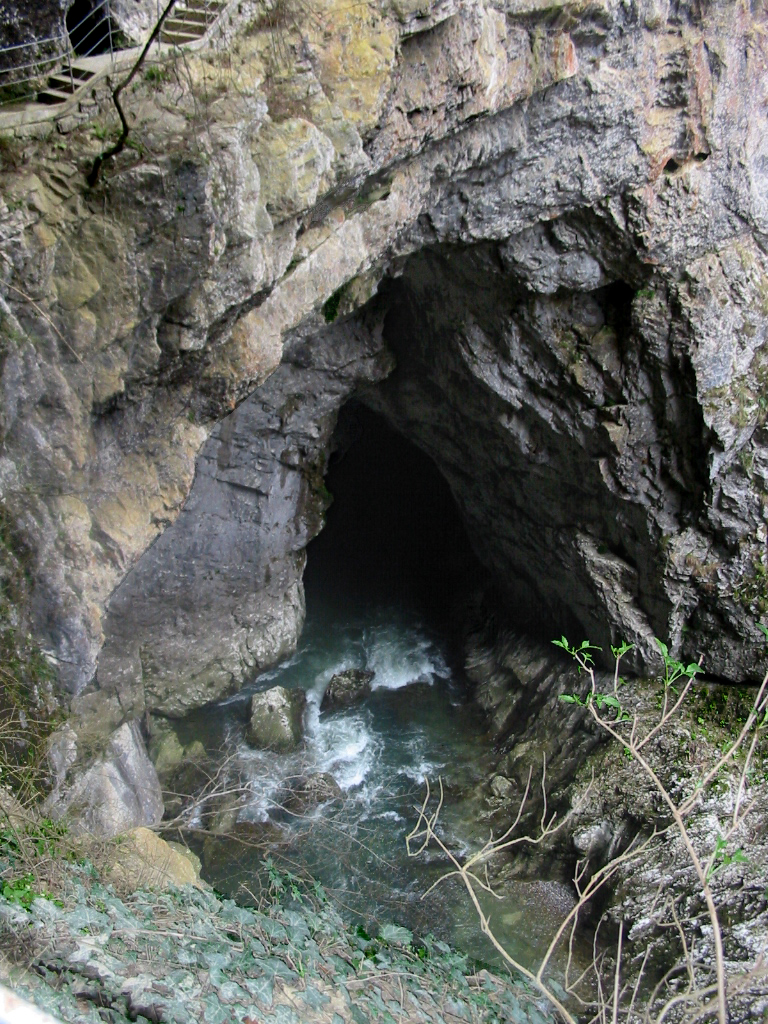
La rivière Reka s'enfonce dans les grottes.
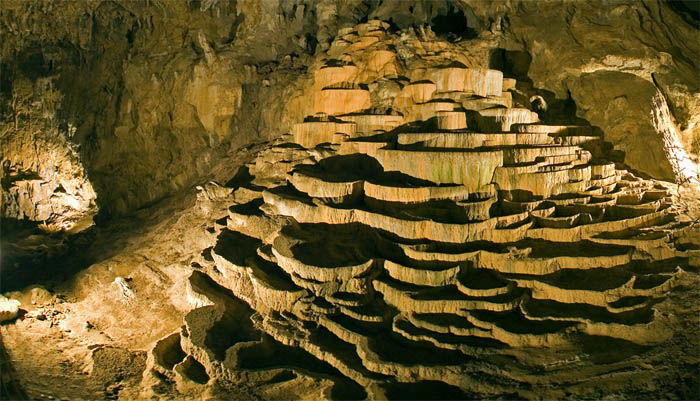
Concrétion dans les grottes.